# 167th Street (linea IND Concourse)
167th Street è una fermata della metropolitana di New York situata sulla linea IND Concourse. Nel 2019 è stata utilizzata da 2 734 530 passeggeri. È servita dalla linea D sempre tranne nell'ora di punta del mattino in direzione Manhattan e nell'ora di punta del pomeriggio in direzione Bronx, e dalla linea B durante le ore di punta.

## Storia
La stazione di 167th Street fu costruita come parte della prima tratta della linea IND Concourse (da 205th Street a 145th Street), entrata in servizio il 1º luglio 1933.

## Strutture e impianti

### Architettura
Nel piano binari entrambe le pareti delle piattaforme laterali possiedono una linea spessa di colore arancione con un contorno di colore nero. Proprio al di sotto di questa linea sono presenti delle targhette nere con scritto in bianco 167.
Sempre sul piano binari troviamo delle colonne gialle, disposte ad intervalli regolari, e su di esse, in modo alternato, si trovano delle targhette nere con scritto in bianco il nome della stazione.
Nel mezzanino troviamo poi dei mosaici arancioni con scritto in bianco le direzioni: uptown e downtown.

### Configurazione
La stazione possiede tre binari e due piattaforme laterali. Due scale da ciascuna piattaforma conducono poi al mezzanino dove sono presenti i tornelli. Fuori dai tornelli vi sono poi le scale che portano su 167th Street e Grand Concourse.
A nord della stazione inizia, sul lato ovest della linea, un altro binario. Esso si conclude poco prima della stazione di 170th Street e viene generalmente utilizzato come deposito per i treni speciali che vengono utilizzati durante le partite allo Yankee Stadium.
Sotto questa stazione sorge un tunnel stradale, il 167th Street Tunnel. Fino al luglio del 1948 il tunnel era utilizzato dai tram. Dopo che il servizio tramviario venne interrotto, tuttavia, continuo ad essere utilizzato dal bus Bx35 fino al 1990, quando venne spostato al livello stradale per permettere collegamenti più rapidi con le altre linee automobilistiche e con la metropolitana.
Il mezzanino del tunnel è allo stesso livello delle piattaforme della stazione della metropolitana, ma non è visibile. Un nuovo rivestimento di mattonelle rivela però dove erano una volta i collegamenti con il mezzanino. Essi vennero chiusi poi, intorno al 1993, per questioni di sicurezza.

## Interscambi
La stazione è servita da alcune autolinee gestite da NYCT Bus.
- Fermata autobus